# Gonfienti
Gonfienti est une ancienne cité étrusque de l'époque archaïque, découverte en 1996, située au sud-est de la ville de Prato, en Toscane.
Cette zone était un carrefour important de voies de communication entre l'Étrurie centrale et l'Étrurie padane de la route étrusque du fer. Le site est abandonné vers la fin du Ve siècle av. J.-C. sans doute  pour des raisons liées à d'importantes variations climatiques.

## Découverte
En 1996, lors d'excavations préventives dans le cadre d'un projet d'une plate-forme  commerciale, sont découverts des fragments de céramique étrusque mélangés à de la terre et à de la pierraille. Les travaux de prospection archéologique, entrepris dès 1997, permettent de mettre au jour les vestiges d'une agglomération urbaine de l'époque archaïque qui pouvait s'étendre sur environ 16 hectares.
À l'intérieur de la zone, sont mis en évidence des corps de bâtiments, d'une superficie d'environ 1 440 m2, avec de nombreuses pièces articulées autour d'une cour rectangulaire dotée d'un compluvium ainsi qu'un réseau d'écoulement des eaux.

## Matériel archéologique
Outre de nombreuses tuiles et quatre antéfixes palmées et ornées chacune de tête de ménade, il est principalement domestique : service de table et de cuisine typique de l'Étrurie des Ve et IVe siècles av. J.-C. (coupes sur pied en céramique et en bucchero, série de vases en impasto, petites coupes en argile fine ainsi qu'un kylix à figures rouges attribué au peintre Douris ou à son école, actif entre -500 et -460).

## Sources
- Gabriella Poggesi, « La Découverte d'un nouveau centre étrusque à Prato » in Les Dossiers d'archéologie   2007, no 322, p. 46-51